# 열애 (1955년 영화)
"열애"(熱愛)는 한국에서 제작된 홍성기 감독의 1955년 영화이다. 이집길 등이 주연으로 출연하였고 김경준 등이 제작에 참여하였다.

## 출연

### 주연
- 이집길
- 염매리
- 이금룡
- 전택이
- 민혜련

## 기타
- 원작자: 한하운
- 조명: 함완섭
- 녹음: 이경순
- 미술: 임명선